# Jiong
 (juin 2016).
Si vous disposez d'ouvrages ou d'articles de référence ou si vous connaissez des sites web de qualité traitant du thème abordé ici, merci de compléter l'article en donnant les références utiles à sa vérifiabilité et en les liant à la section « Notes et références ».
Jiong (扃) ou Di Jiong (帝扃), aussi connu sous les noms de Ju (局) et Yu (禺), était le douzième roi de la dynastie Xia. Il régna depuis Laoqiu de -1921 à -1900.